# Coelogyne trinervis
Espèce
Statut CITES
Coelogyne trinervis est une espèce d'orchidées du genre Coelogyne originaire d'Asie du Sud-Est.